# Campeonato de Wimbledon de 2025
O Campeonato de Wimbledon de 2025 foi um grande torneio de tênis que ocorreu no All England Lawn Tennis and Croquet Club em Wimbledon, Londres, Inglaterra, de 30 de junho a 13 de julho, com as rodadas preliminares disputadas de 23 a 26 de junho. O campeonato foi composto por torneios de simples, duplas, duplas mistas, juniores, cadeira de rodas e torneios por convite.
Foi a 138ª edição do Campeonato de Wimbledon e o terceiro grande torneio de 2025. Pela primeira vez na história de Wimbledon, os juízes de linha foram substituídos por juízes de linha eletrônicos automatizados.
As finais de simples feminino e masculino, realizadas no segundo sábado e domingo, começaram às 12h (horário de Brasília), em vez do horário tradicional de início às 10h, e ambas as finais foram programadas como as últimas partidas do dia. Os organizadores afirmaram que esses ajustes visavam aumentar a audiência na América do Norte e do Sul.
O campeão do torneio de simples masculino de 2024 foi o tenista espanhol Carlos Alcaraz. Na edição de 2025, no entanto, Alcaraz perdeu na final para Jannik Sinner, que se consagrou o primeiro campeão italiano de simples de Wimbledon na Era Aberta . Já no simples feminino, Barbora Krejčíková, da República Tcheca, defendia o título de 2024, mas perdeu na terceira rodada para Emma Navarro. A final simples feminina ocorreu entre Iga Świątek e Amanda Anisimova, em que Świątek foi vencedora e se tornou a primeira campeã polonesa de simples de Wimbledon na Era Aberta .
No individual masculino e feminino, um total de oito entre os 10 melhores jogadores foram eliminadas na primeira rodada, o maior número em um evento do Grand Slam na Era Aberta.

## Eventos

### Simples masculinos
- Jannik Sinner derrotou  Carlos Alcaraz, 4–6, 6–4, 6–4, 6–4

### Simples feminino
- Iga Świątek derrotou  Amanda Anisimova, 6–0, 6–0

### Duplas masculinas
- Julian Cash /  Lloyd Glasspool derrotaram  Rinky Hijikata /  David Pel, 6–2, 7–6(7–3)

### Duplas femininas
- Veronika Kudermetova /  Elise Mertens derrotaram  Hsieh Su-wei /  Jeļena Ostapenko, 3–6, 6–2, 6–4

### Duplas mistas
- Sem Verbeek /  Kateřina Siniaková derrotaram  Joe Salisbury /  Luisa Stefani, 7–6(7–3), 7–6(7–3)

### Simples masculino em cadeira de rodas
- Tokito Oda derrotou  Alfie Hewett, 3–6, 7–5, 6–2

### Simples feminino em cadeira de rodas
- Wang Ziying derrotou  Yui Kamiji, 6–3, 6–3

### Simplestetraem cadeira de rodas
- Niels Vink derrotou  Sam Schröder, 6–3, 6–3

### Duplas masculinas em cadeira de rodas
- Martín de la Puente /  Ruben Spaargaren derrotaram  Alfie Hewett  /  Gordon Reid, 7–6(7–1), 7–5

### Duplas femininas em cadeira de rodas
- Li Xiaohui /  Wang Ziying derrotaram  Angélica Bernal /  Ksénia Chasteau, 6–3, 6–1

### Duplas tetra em cadeira de rodas
- Guy Sasson /  Niels Vink derrotaram  Donald Ramphadi /  Gregory Slade, 6–0, 6–2

### Simples masculino
- Ivan Ivanov derrotou  Ronit Karki, 6–2, 6–3

### Simples feminino
- Mia Pohánková derrotou  Julieta Pareja, 6–3, 6–1

### Duplas masculinas
- Oskari Paldanius /  Alan Ważny derrotaram  Oliver Bonding /  Jagger Leach, 5–7, 7–6(8–6), [10–5]

### Duplas femininas
- Kristina Penickova / Vendula Valdmannová derrotara  Thea Frodin / Julieta Pareja, 6–4, 6–2

### Simples masculino sub 14
- Moritz Freitag derrotou  Rafael Pagonis, 4–6, 6–1, [10–4]

### Simples feminino sub 14
- Sakino Miyazawa derrotou  Sofiia Bielinska, 3–6, 7–5, [10–5]

### Duplas masculina por convite
- Bob Bryan /  Mike Bryan derrotaram  Lleyton Hewitt /  Mark Philippoussis, 6–1, 5–7, [10–3]

### Duplas feminina por convite
- Cara Black /  Martina Hingis derrotaram  Dominika Cibulková /  Barbora Strýcová, 6–2, 6–3

### Duplas mista por convite
- Thomas Johansson /  Katie O'Brien derrotaram  Sébastien Grosjean /  Iva Majoli, 6–2, 6–2

### Distribuição de pontos
Abaixo estão as tabelas com a distribuição de pontos de cada fase do torneio.

#### Pontos - categoria principal
| Evento            | C    | F    | SF  | QF  | Oitavas de final | Rodada de 32 | Rodada de 64 | Rodada de 128 | P   | 3º trimestre | Q2  | Q1  |
| Simples masculino | 2000 | 1300 | 800 | 400 | 200              | 100          | 50           | 10            | 30  | 16           | 8   | 0   |
| Duplas masculina  | 2000 | 1200 | 720 | 360 | 180              | 90           | 0            | N/a           | N/a | N/a          | N/a | N/a |
| Simples feminino  | 2000 | 1300 | 780 | 430 | 240              | 130          | 70           | 10            | 40  | 30           | 20  | 2   |
| Duplas feminina   | 2000 | 1300 | 780 | 430 | 240              | 130          | 10           | N/a           | N/a | N/a          | N/a | N/a |

| Event                     | W   | F   | SF  | QF  | Rodada de 16 |
| Simples                   | 800 | 500 | 375 | 200 | 100          |
| Duplas                    | 800 | 500 | 375 | 100 | N/A          |
| Simples - categoria tetra | 800 | 500 | 375 | 200 | 100          |
| Duplas - categoria tetra  | 800 | 500 | 375 | 100 | N/A          |

| Event                              | V   | F   | SF  | QF  | Rodada de 16 | Rodada de 32 | Q  | Q3 |
| Simples masculino\|rowspan=2\|1000 | 600 | 370 | 200 | 100 | 45           | 30           | 20 |    |
| Simples feminino                   | 600 | 370 | 200 | 100 | 45           | 30           | 20 |    |
| Duplas masculina                   | 750 | 450 | 275 | 150 | 75           | —            | —  | —  |
| Duplas feminina                    | 750 | 450 | 275 | 150 | 75           | —            | —  | —  |

### Prêmio em dinheiro
O prêmio total em dinheiro do Campeonato de Wimbledon para 2025 é de £53.550.000, um aumento de 7,0% em relação à edição de 2024. Os campeões de simples masculino e feminino recebem £ 3.000.000 cada, um aumento de 11,11% em relação a 2024.
| Evento                       | Vencedor   | F          | SF       | QF       | Rodada de 16 | Rodada de 32 | Rodada de 64 | Rodada de 1281 | Q3      | Q2      | Q1      |
| Simples                      | £3,000,000 | £1,520,000 | £775,000 | £400,000 | £240,000     | £152,000     | £99,000      | £66,000        | £41,500 | £26,000 | £15,500 |
| Duplas*                      | £680,000   | £345,000   | £174,000 | £87,500  | £43,750      | £26,000      | £16,500      | —              | —       | —       | —       |
| Duplas mista *               | £135,000   | £68,000    | £34,000  | £17,500  | £9,000       | £4,500       | —            | —              | —       | —       | —       |
| Simples de cadeira de rodas  | £68,000    | £36,000    | £24,000  | £16,250  | £10,750      | —            | —            | —              | —       | —       | —       |
| Duplas de cadeira de rodas * | £30,000    | £15,000    | £9,000   | £5,500   | —            | —            | —            | —              | —       | —       | —       |
| Simples tetra *              | £68,000    | £36,000    | £24,000  | £16,250  | —            | —            | —            | —              | —       | —       | —       |
| Duplas tetra *               | £28,000    | £14,000    | £9,000   | —        | —            | —            | —            | —              | —       | —       | —       |

*per team